# Aleurotrachelus tracheifer
Aleurotrachelus tracheifer es una especie de insecto hemíptero de la familia Aleyrodidae y la subfamilia Aleyrodinae. Se distribuyen por América.
Fue descrita científicamente por primera vez por Quaintance en 1900.